# Codex Mosquensis II
Il Codex Mosquensis II (Gregory-Aland: V o 031; von Soden: ε 75) è un manoscritto onciale del Nuovo Testamento, scritto in lingua greca e datato paleograficamente al IX secolo. Contiene il testo dei quattro Vangeli.

## Descrizione
Il codice contiene 291 spessi fogli di pergamena di 15,7 per 11,5 cm, contenenti un testo quasi completo dei quattro vangeli canonici. Scritti in una colonna per pagina, 28 righe per colonna.
Sono presenti le liste di κεφαλαια, sezioni ammoniane, canone eusebiano, e segni dei lezionari.

## Testo
Il testo greco del codice è rappresentativo del tipo testuale bizantino; Aland lo collocò nella Categoria V.

## Storia
Il codice fu traslato dal monastero di Vatopedi a Monte Athos a Mosca, dove è conservato al Museo statale di storia (V. 9). Fu studiato e collazionato da Christian Frederick Matthaei e Kurt Treu.